# Janee' Kassanavoid
Janee' Kassanavoid (* 19. Januar 1995 in Lawson, Missouri) ist eine US-amerikanische Leichtathletin, die sich auf den Hammerwurf spezialisiert hat. 2023 gewann sie eine Silbermedaille bei Weltmeisterschaften und 2022 sicherte sie sich die Bronzemedaille.

## Sportliche Laufbahn
Janee' Kassanavoid absolvierte bis 2018 ein Studium an der Kansas State University und siegte 2022 mit 78,00 m beim USATF Throws Fest. Anschließend siegte sie mit 75,37 m beim Vancouver Sun Harry Jerome International Track Classic und gewann daraufhin bei den Weltmeisterschaften in Eugene mit 74,86 m die Bronzemedaille hinter ihrer Landsfrau Brooke Andersen und Camryn Rogers aus Kanada. Daraufhin gewann sie bei den NACAC-Meisterschaften in Freeport mit einem Wurf auf 71,51 m die Goldmedaille. Im Jahr darauf siegte sie mit 74,25 m beim Kip Keino Classic und gewann bei den Weltmeisterschaften in Budapest mit 76,36 m die Silbermedaille hinter der Kanadierin Camryn Rogers.
2022 wurde Kassanavoid US-amerikanische Hallenmeisterin im Gewichtweitwurf.